# Grammy Latino para Melhor Álbum de Jazz Latino/Jazz
O Grammy Latino para Melhor Álbum Jazz Latino/Jazz é uma premiação apresentada anualmente ao Grammy Latino, uma cerimônia que reconhece a excelência e cria uma maior consciência da diversidade cultural e das contribuições dos artistas latinos nos Estados Unidos e internacionalmente. O prêmio foi dado a artistas desde o Grammy Latino de 2000, para álbuns vocais ou instrumentais que contenham mais da metade de gravações inéditas em espanhol ou português. O jazz latino é uma mistura de gêneros musicais, incluindo Afro-Caribenhos e ritmos Pan-americanos com a estrutura harmônica do jazz.
A primeira premiação foi dividido entre dois álbuns: Espanha de Michel Camilo e Tomatito; e Tropicana Noites de Paquito D'rivera. O artista com mais vitórias nesta categoria do Grammy Latino é o D'Rivera com seis (incluindo um premiado como o Paquito D'rivera Quinteto) de um total de oito indicações. Bebo Valdés ganhou o prêmio duas vezes para álbuns que também ganhou do Grammy: Bebo de Cuba recebeu o Melhor Álbum Tropical Latino, em 2005, enquanto Juntos Para Siempre, por Bebo e Chucho Valdés ganhou o de Melhor Álbum Jazz Latino em 2010. Bebo e Chucho Valdés, Camilo, Gonzalo Rubalcaba, e Arturo Sandoval já foram premiados duas vezes. Em 2012, o prêmio foi dado para Sandoval pelo álbum Queridos Diz (Todos os Dias eu Penso em Você), que também foi indicado para Álbum do Ano. Desde a sua criação, o prêmio foi apresentado aos músicos ou conjuntos originários do Brasil, Cuba, República Dominicana, Estados Unidos e Espanha.

## Vencedores e indicações

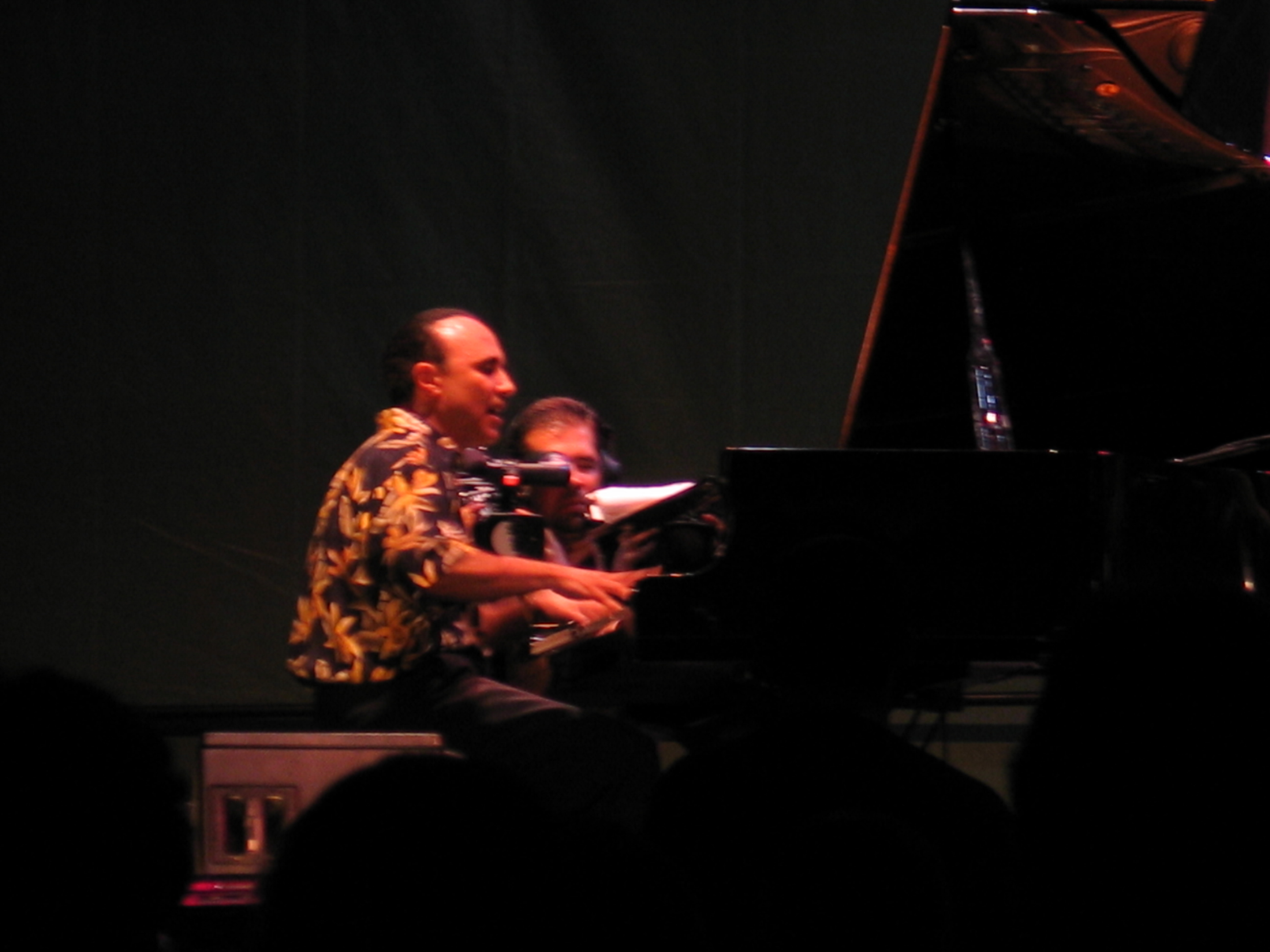
Michel Camilo recebeu o prêmio em 2000 para o seu álbum Espanha
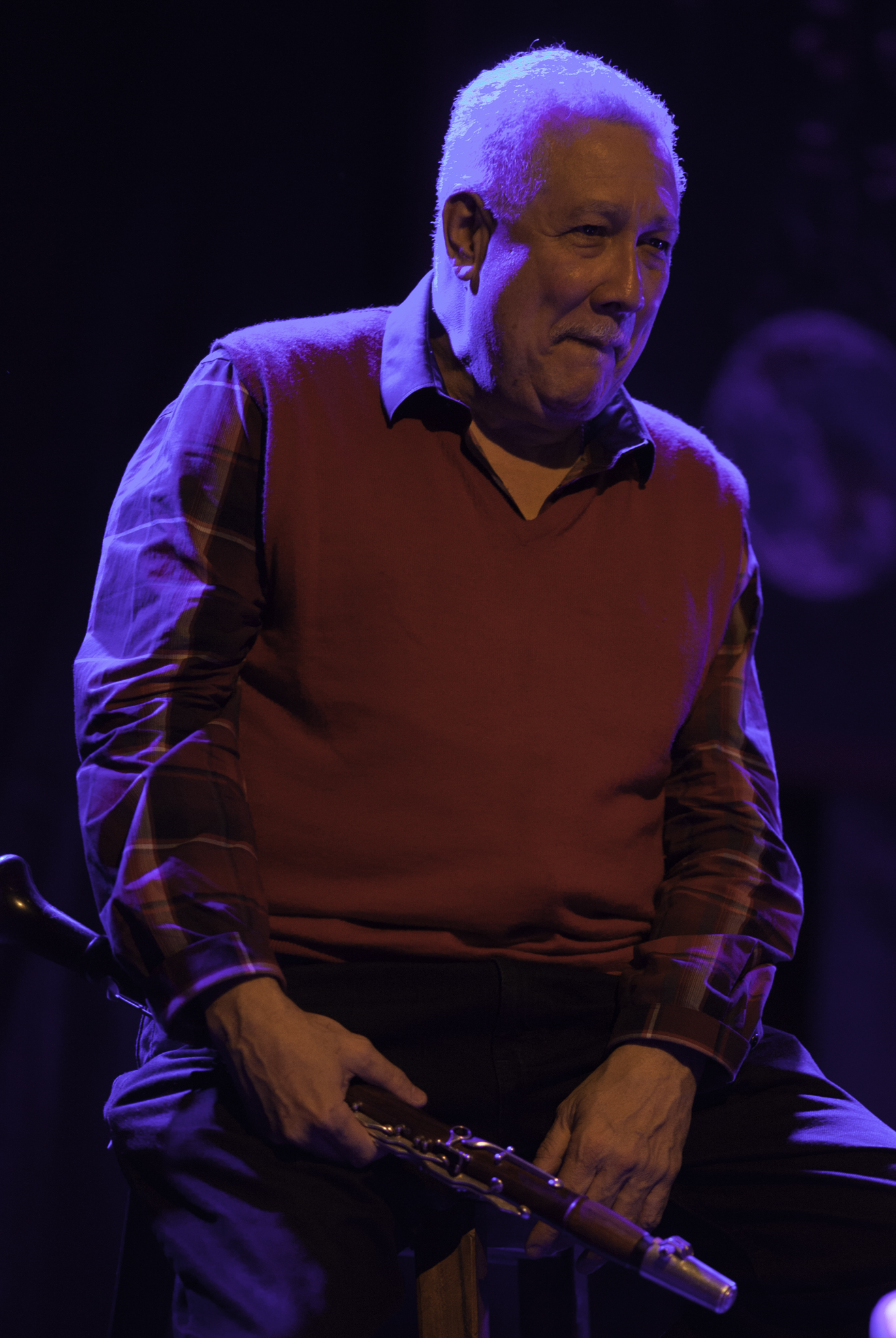
Paquito D'rivera, ganhou seis vezes.
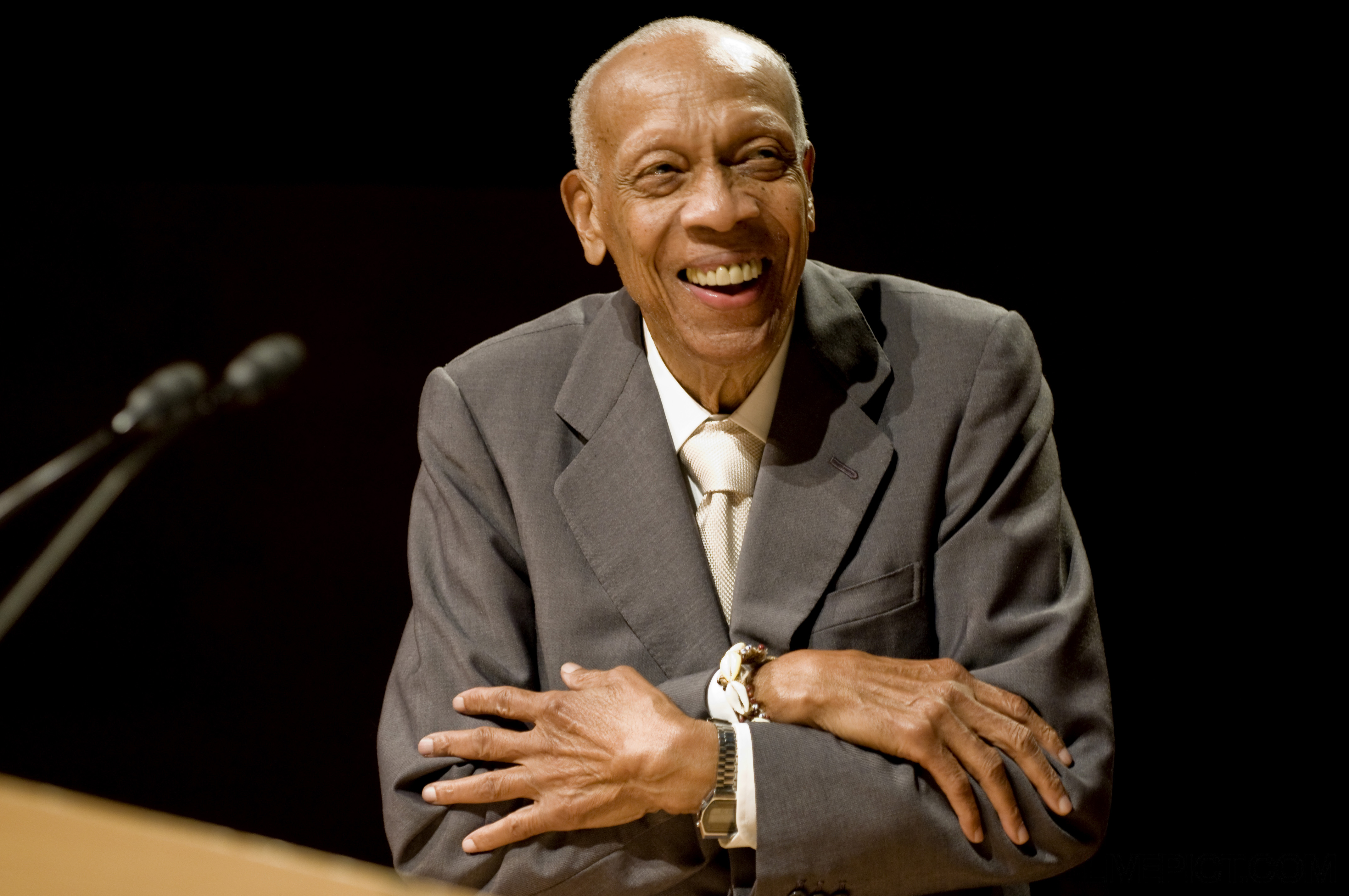
Bebo Valdés, premiado duas vezes nesta categoria e na mesma especialidade no Grammy Awards

| Ano[I] | Artista                                                | Álbum                                    | Indicações[II] | Ref.   |
| ------ | ------------------------------------------------------ | ---------------------------------------- | --- | ------ |
| 2000   | Michel Camilo e Tomatito                               | Spain                                    | - Adrián Iaies Trio – Las Tardecitas de Minton's - Chico O'Farrill – Heart of a Legend - Lalo Schifrin – Latin Jazz Suite | [ 6 ]  |
| 2000   | Paquito D'Rivera                                       | Tropicana Nights                         | - Adrián Iaies Trio – Las Tardecitas de Minton's - Chico O'Farrill – Heart of a Legend - Lalo Schifrin – Latin Jazz Suite | [ 6 ]  |
| 2001   | Paquito D'Rivera Quintet                               | Live at the Blue Note                    | - Chico O'Farrill – Carambola - Danilo Pérez – Motherland - David Sánchez – Melaza - Chucho Valdés – Solo: Live in New York - Various artists – Calle 54 | [ 7 ]  |
| 2002   | Gonzalo Rubalcaba                                      | Supernova                                | - Richie Beirach, Gregor Huebner e George Mraz – Round About Federico Monpou - William Cepeda – Expandiendo Raíces/Branching Out - Charlie Haden – Norturne - Omar Sosa – Sentir | [ 8 ]  |
| 2003   | Paquito D'Rivera                                       | Brazilian Dreams                         | - Alex Acuña e Justo Almario with Tolú – Bongó de Van Gogh - Gato Barbieri – The Shadow of the Cat - Eddie Palmieri – La Perfecta II - Esperança Hermeto Pascoal e Grupo – Mundo Verde - Chucho Valdés – Fantasía Cubana | [ 9 ]  |
| 2004   | Chucho Valdés                                          | New Conceptions                          | - Jerry González y Los Piratas del Flamenco – Jerry González y Los Piratas del Flamenco - Santos Neto Quinteto – Canto do Rio Jovino - Diego Urcola – Soundances - Bebo Valdés e Federico Britos – We Could Make Such Beautiful Music Together                                                                                 | [ 10 ] |
| 2005   | Bebo Valdés                                            | Bebo de Cuba                             | - Paoli Mejias – Mi Tambor - Bob Mintzer, Giovanni Hidalgo, Andy González, David Chesky e Randy Brecker – The Body Acoustic - Negroni's Trio – Piano/Drums/Bass - Poncho Sanchez – Poncho At Montreaux | [ 11 ] |
| 2006   | Gonzalo Rubalcaba                                      | Solo                                     | - Ed Motta – Aystelum - Eddie Palmieri – Listen Here! - Jovino Santos-Neto – Roda Carioca - Dave Valentin – World on a String | [ 12 ] |
| 2007   | Arturo Sandoval                                        | Rumba Palace                             | - Michel Camilo e Tomatito – Spain Again - Michel Camilo – Spirit of the Moment - Paquito D'Rivera Quintet? – Funk Tango - Chucho Valdés – Keys of Latin Jazz | [ 13 ] |
| 2008   | Caribbean Jazz Project e Dave Samuels                  | Afro Bop Alliance                        | - Pau Brasil – Nonada - Hamilton de Holanda Quintero – Brasilianos 2 - David Sánchez – Cultural Survival - Charlie Sepúlveda & The Turnaround – Charlie Sepulveda & The Turnaround | [ 14 ] |
| 2009   | Bebo Valdés e Chucho Valdés                            | Juntos Para Siempre                      | - Brazilian Trio – Forests - Bobby Sanabria conducting the Manhattan School of Music Afro-Cuban Jazz Orchestra – Kenya Revisited Live!!! - Charlie Sepúlveda & The Turnaround – Sepulveda Boulevard - Néstor Torres – Nouveau Latino                                                                                           | [ 15 ] |
| 2010   | João Donato Trio                                       | Sambolero                                | - Isaac Delgado – L-O-V-E - Mark Levine e The Latin Tinge – Off and On: The Music of Moacir Santos - Poncho Sanchez – Psychedelic Blues - Chucho Valdés – Cuban Dreams - Miguel Zenón – Esta Plena | [ 16 ] |
| 2011   | Paquito D'Rivera                                       | Panamericana Suite                       | - Paquito D'Rivera e Pepe Rivero – Clazz: Continental Latin Jazz. Live at Barcelona, Teatre Paral.lel 2011 - Bobby Sanabria conducting The Manhattan School of Music Afro-Cuban Jazz Orchestra – Tito Puente Masterworks Live!!! - Chucho Valdés – New York Is Now! / Viva El Sonido Cubano - Dave Valentin – Pure Imagination | [ 17 ] |
| 2012   | Arturo Sandoval                                        | Dear Diz (Every Day I Think of You)      | - Jerry Gonzalez e El Comando de la Clave — Jerry González and El Comando de la Clave - Tania Maria — Tempo - Poncho Sanchez e Terence Blanchard — Chano y Dizzy! - Chuchito Valdes — Live in Chicago | [ 18 ] |
| 2013   | Michel Camilo                                          | What's Up?                               | - The Clare Fischer Latin Jazz Big Band — ¡Ritmo! - Negroni's Trio — On The Way - Poncho Sanchez e his Latin Jazz Band — Live in Hollywood - Chucho Valdés & The Afro-Cuban Messengers — Border Free - Chuchito Valdés — Grand Piano Live                                                                                      | [ 19 ] |
| 2014   | Chick Corea                                            | The Vigil                                | - Juan Garcia-Herreros "Snow Owl" — Normas - Arturo O'Farrill & The Afro Latin Jazz Orchestra — The Offense of the Drum - Luisito Quintero — 3rd Element | [ 20 ] |
| 2014   | Paquito D'Rivera e Trío Corrente                       | Song for Maura                           | - Juan Garcia-Herreros "Snow Owl" — Normas - Arturo O'Farrill & The Afro Latin Jazz Orchestra — The Offense of the Drum - Luisito Quintero — 3rd Element | [ 20 ] |
| 2015   | Paquito D'Rivera                                       | Jazz Meets The Classics                  | - Eddie Fernández — Jazzeando - Iván "Melón" Lewis — Ayer y Hoy - José Negroni — Negroni Piano +9 - José Valentino Ruiz e the Latin Jazz Ensemble com a participação de Giovanni Hidalgo — I Make You Want To Move | [ 21 ] |
| 2016   | Arturo O'Farrill & The Afro Latin Jazz Orchestra       | Cuba: The Conversation Continues         | - Mario Adnet — Jobim Jazz (Ao Vivo) - Antonio Adolfo — Tropical Infinito - Raul Agraz — Between Brothers - Carrera Quinta — Big Band | [ 22 ] |
| 2017   | Eliane Elias                                           | Dance of Time                            | - Antonio Adolfo — Hybrido / From Rio To Wayne Shorter - Oskar Cartaya — Bajo Mundo - Charlie Sepúlveda & The Turnaround — Mr. EP - A Tribute to Eddie Palmieri - Miguel Zenón — Típico | [ 23 ] |
| 2018   | Hermeto Pascoal & Big Band                             | Naturaleza Universal                     | - Adrian Iaies Trio – La Casa de un Pianista de Jazz - Dafnis Prieto Big Band – Back to the Sunset - Néstor Torres – Jazz Flute Traditions - Bobby Valentin & The Latin Jazzists – Mind of a Master | [ 24 ] |
| 2019   | Chucho Valdés                                          | Jazz Batá 2                              | - Claudia Acuña – Turning Pages - Branly, Ruiz & Haslip – Elemental - Dos Orientales – Tercer Viaje - André Marques – Rio - São Paulo | [ 25 ] |
| 2020   | Emilio Solla Tango Jazz Orchestra                      | Puertos: Music from International Waters | - Afro-Peruvian Jazz Orchestra – Tradiciones - Chick Corea & the Spanish Heart Band – Antidote - David Sánchez – Carib - Miguel Zenón – Sonero: The Music of Ismael Rivera | [ 26 ] |
| 2021   | Iván "Melón" Lewis                                     | Voyager                                  | - Antonio Adolfo – Bruma: Celebrating Milton Nascimiento - Roxana Amed – Ontology - Edmar Castañeda – Family - Miguel Zenón & Luis Perdomo – El Arte del Bolero | [ 27 ] |
| 2022   | Eliane Elias, Chick Corea, Chucho Valdés               | Mirror Mirror                            | - Antonio Adolfo – Jobim Forever - Martin Bejerano – #Cubanamerican - Chano Domínguez, Rubem Dantas & Hamilton de Holanda – Chabem | [ 28 ] |
| 2023   | Chucho Valdés & Paquito D'Rivera (with Reunion Sextet) | I Missed You Too!                        | - Roxana Amed – Unánime - Hamilton de Holanda featuring Thiago Rabello & Salomão Soares – Flying Chicken - Iván "Melon" Lewis & The Cuban Swing Express – Bembé - William Maestre Big Band – Semblanzas | [ 29 ] |
| 2024   | Hermeto Pascoal & Grupo                                | Pra você, Ilza                           | - Hamilton de Holanda & Gonzalo Rubalcaba – Collab - Sammy Figueroa featuring Gonzalo Rubalcaba & Aymée Nuviola – Searching for a Memory (Busco Tu Recuerdo) - Ivan Lins – My Heart Speaks - Miguel Zenón & Luis Perdomo – El Arte del Bolero, Vol. 2                                                                          | [ 30 ] |